# NGC 5919
NGC 5919 este o galaxie eliptică situată în constelația Șarpele. A fost descoperită în 30 martie 1887 de către Lewis A. Swift.